# Drassodes narayanpurensis
Drassodes narayanpurensis är en spindelart som beskrevs av Gajbe 2005. Drassodes narayanpurensis ingår i släktet Drassodes och familjen plattbuksspindlar. Inga underarter finns listade i Catalogue of Life.